# Diabolik
Diabolik é uma série de histórias em quadrinhos italiana criado pelas irmãs Angela Giussani (1922-1987) e Luciana Giussani (1928-2001).
Uma das séries mais populares da história dos quadrinhos italianos, Diabolik foi criado em 1962 e consiste em mais de 800 volumes, levando ao nascimento do subgênero "fumetti neri" e  inspirou diversos personagens italianos que possuem a letra "K", uma delas é o "Paperinik" (Superpato no Brasil), uma identidade super-heróica do Pato Donald.
A série tem o nome de seu protagonista, um ladrão anti-heroico, inspirado em vários personagens anteriores da Itália e de outros países. Suas histórias consistem em volumes revistas em quadrinhos mensais em preto e branco num formato de formato de bolso (12 x 17 cm).
A série tem lugar na cidade fictícia de Clerville e estrelas do titular Diabolik, inicialmente representado como um ladrão cruel e implacável que não hesita em matar alguém, a fim de realizar seus atos,. auxiliado por sua parceira e amante Eva Kant. Com o passar do tempo, o personagem evoluiu sua personalidade, desenvolvendo raízes saudáveis e princípios éticos como a honra, o sentimento de amizade e gratidão e o respeito pelas almas nobres, roubando e matando também outros criminosos. Ao longo de suas aventuras, ele é perseguido principalmente pelo Inspetor Ginko.
A série vendeu mais de 150 milhões de cópias, tornando-se uma das séries de histórias em quadrinhos mais conhecidas e mais vendidas da Europa. Seu sucesso também inspirou dois filmes de ação live-action, um programa de rádio, uma série animada de televisão, videogames, romances e inúmeras paródias.

## Criação e desenvolvimento
A ideia para o personagem Diabolik nasceu de ver os passageiros todos os dias. A co-criadora Angela Giussani, que morava perto da estação ferroviária Milano Cadorna, pensou em fazer quadrinhos em um formato projetado para viajar e carregar no bolso. Para entender melhor os gostos de seus potenciais leitores, Angela fez uma pesquisa sobre o mercado, a partir da qual concluiu que muitos passageiros liam romances de mistério. Outra versão da história afirma que a própria ideia veio dela encontrar um romance de Fantômas abandonado em um trem. Assim nasceu o "formato Diabolik" (medindo 12 x 17 cm, sendo menor que um formatinho), que se mostrou popular com outras publicações do mesmo gênero. O formato de bolso contribuiu, de fato, para o sucesso do personagem.

## No Brasil
No Brasil o personagem foi publicado pelas editoras Nueva Frontera, Vecchi e Record, em maio de 2018, a Editora 85 lançou uma campanha de financiamento coletivo no Catarse para voltar a publicar a série no país, a editora havia usado a mesma plataforma para financiar a publicar de Dampyr da Sergio Bonelli Editore. Em agosto de 2018, a Editora 85 lançou a primeira edição de Diabolik através do site Amazon Brasil.

## Outras mídias

### Filme
O cineasta italiano Mario Bava adaptou a história de um filme de 1968, Danger: Diabolik, produzido por Dino De Laurentiis e estrelado por John Phillip Law como Diabolik, Marisa Mell como Eva e Michel Piccoli como Ginko.
O filme foi usado no episódio final da 10ª temporada da série de televisão de longa duração, Mystery Science Theatre 3000.
Uma segunda adaptação foi anunciada em 2018 pelo grupo Rai Cinema, com o primeiro teaser sendo lançado em 16 de outubro de 2020. É dirigido pelos Irmãos Manetti e estrelado por Luca Marinelli como Diabolik, Miriam Leone como Eva Kant, e Valerio Mastandrea como o inspetor Ginko. Tinha data de estreia marcada para 31 de dezembro de 2020, mas foi adiado para 16 de dezembro de 2021 devido a pandemia de COVID-19.

### Televisão
- Em 1 de Janeiro de 2000, uma série animada,[6] produzida pela Saban International Paris, estreou na Europa na Fox Kids e durou 36 episódios, antes de terminar em 1 de Janeiro de 2001. A série apresentava Diabolik e a sua companheira Eva, enquanto lutavam e gradualmente expuseram a Irmandade e Dane, enquanto fugia do inspetor Ginko. Foi dirigido por Jean Luc Ayach com Paul Diamond e Larry Brody como redatores principais. A propriedade da série passou para a Disney em 2001, quando a Disney adquiriu a Fox Kids Worldwide, que também inclui a Saban Entertainment. Mas a série não está disponível no Disney+[13][14][15]
- Em 2012, a Sky TV, em conjunto com a Sky France e Sky Italy, começou a trabalhar em uma série de televisão live-action de Diabolik. Um teaser foi feito para a produção,[16] mas em 2016 a produção não havia sido lançada e não havia mais informações divulgadas pelo estúdio.